# Rio Vermelho (tiểu vùng)
Rio Vermelho là một tiểu vùng thuộc bang Goiás, Brasil. Tiều vùng này có diện tích 20206 km², dân số năm 2007 là 91571 người.